# Osterode am Fallstein
Osterode am Fallstein is een plaats en voormalige gemeente in de Duitse deelstaat Saksen-Anhalt, en maakt deel uit van de Landkreis Harz.
Osterode am Fallstein telt 211 inwoners.